# Scott Ian
Scott Ian Rosenfeld (n. 31 decembrie 1963, Queens, New York, Statele Unite ale Americii), mai cunoscut pe numele de scenă Scott Ian, este chitaristul trupei Anthrax. Este, de asemenea, și chitaristul și membrul fondator al trupei de Crossover thrash, Stormtroopers of Death. El a fost și gazda emisiunilor de la VH1 I Love the..., Heavy: The Story of Metal, SuperGroup. Ian a rămas singurul membru constant din trupa Anthrax, fiind singurul membru original de la formare.

## Viața personală
Ian s-a născut într-o familie de evrei din zona de lângă port al orașului New York, lângă cartierul Queens, în ultima zi a anului 1963. Are un frate mai mic numit Jason, care la rândul lui a făcut parte din Anthrax pentru o perioadă scurtă de timp, la începutul formației. 
Ascultând formația Kiss pentru prima oară la un concert la Madison Square Garden în 1977, a avut un impact imens asupra lui, și a și avut apariții în care a vorbit despre trupă, și despre dragostea lui pentru ea la emisiunea Gene Simmons Family Jewels în care l-a vizitat pe Simmons la el acasă și i-a vorbit despre impactul pe care l-a avut trupa Kiss asupra lui. El a descoperit și s-a lăsat influențat de trupe britanice de NWOBHM, mai ales de Iron Maiden, Motörhead și Judas Priest, dar și de NYC hardcore.
Ian este căsătorit cu Pearl Aday, fiica celebrului cântăreț Meat Loaf.
Este, de asemenea, și un fan înrăit al echipei de fotbal american, Yankees.
S-a apucat de pocker pe UltimateBet. A terminat al 637-lea în 2009 la World Series of Poker Main Event, ducând acasă 21,365 de dolari. Se arată de altfel ca fiind și un mare fan al Battlestar Galactica, postând numeroase blog-uri despre serial și apărând chiar și pe covorul roșu la premiera ultimului episod.

## Cariera
Într-o carieră care se întinde pe 3 decenii, Scott Ian, ca și membru creator al trupei Anthrax a ajutat la crearea Noului Val al Heavy Metal-ului American în anii ' 80 alături de Megadeth, Slayer și Metallica. De 3 ori nominalizați la premiile Grammy, MTV VMA, certificați cu multiple discuri de aur și platină, veteranii de la Anthrax au reușit să vândă aproximativ 10,000,000 de albume în întreaga lume, discografie ce include 9 albume de studio, 2 albume live și 2 albume colecție “Greatest Hits”. Au participat la peste 50 de tururi în jurul lumii, au cântat în 32 de țări de pe 5 continente (Europa, America de Nord, America de Sud, Australia, și Asia). 
Forțând nota asupra genului metal până la erupția sa din 1991, Scott a venit cu ideea colaborării cu cei de la Public Enemy, o colaborare ce avea să devină fundația genului rap rock ce a explodat în anii ' 90. Cu piesa lor “ Bring The Noise ” au deschis calea unor trupe precum Rage Against the Machine, Limp Bizkit, Kid Rock, și Linkin Park. În 2005 Ian a fost invitat de Chuck D de la Public Enemy să cânte împreună Bring The Noise ca parte a inducerii lor în  VH1’s Hip Hop Honors Hall Of Fame. De-asemenea i-a însoțit și în turul Rock The Bells din vara lui 2007.
În 2009 a sărbătorit 25 de ani de la lansarea primului lor album Fistful of Metal.

## Trupe
- Anthrax
- Stormtroopers of Death
- Damnocracy
- Pearl
- The Damned Things

## Discografie

### cu Anthrax
- Fistful of Metal
- Spreading The Disease
- Among The Living
- State Of Euphoria
- Persistance Of Time
- Sound Of White Noise
- Stomp 442
- Volume 8 The Threat Is Real
- We've Come For You All
- Worship Music

### cu Stormtroopers of Death
- Speak English or Die
- Live at Budokan
- Bigger than the Devil
- Rise Of The Infidels

## Colaborări
- Cu Public Enemy în timpul turului Rock the Bells din 2007.
- Cu comediantul Brian Posehn pe videoclipul  Metal By Numbers .
- A cele 2 părți a cărții de benzi desenate  Lobo: Highway to Hell  ilustrate de Sam Kieth.
- A cântat în melodia " Apocalypse (Theme from The Plan) " de pe Razor/The Plan soundtrack al lui Bear McCreary.

## Apariții în televiziune
- Married... with Children 1992
- NewsRadio
- VH1's Rock Show (ca și gazdă)
- VH1's Hip-Hop Honors
- VH1's Supergroup
- VH1's " I Love The... "
- VH1's " 40 Greatest Metal Songs "
- VH1's " 100 Most Metal Moments "
- VH1's " 50 Least Metal moments "
- VH1's " 100 Greatest Hard Rock Songs "
- VH1's " 100 Most Shocking Music Moments "
- VH1's Rock Honors Kiss
- VH1 Classic's " Rock 'n Roll Celebrity Poker Tournament "
- NBC's Celebrity Apprentice
- Metalocalypse - " RenovationKlok " (doar vocea)
- That Metal Show, sezonul 3, episodul 3, alături de soția sa Pearl Aday.